# Curt Einarsson
Curt Einarsson, född 12 augusti 1944, var förbundskapten för Sveriges herrlandslag i bandy åren 1973–1975, och återigen 1987–1989.
Einarsson är före detta tränare för IF Boltic (SM-Guld), Vetlanda BK (SM-Guld) och Öjaby IS.
Han är far till bandyspelarna Ulf Einarsson, Per Einarsson och Björn Einarsson, som alla är fostrade i Vetlanda BK.